# Robert Garrett (atleta)
Robert S. Garrett (Condado de Baltimore, 24 de maio de 1875 — 25 de abril de 1961) foi um atleta norte-americano. 
Garrett foi o primeiro campeão olímpico dos Jogos Olímpicos da era moderna nas modalidades do lançamento de disco e do arremesso de peso, realizadas em Atenas 1896.